# Aschwin Wildeboer
Aschwin Wildeboer Faber (Sabadell, 14 de febrero de 1986) es un deportista español que compitió en natación, especialista en el estilo espalda. Es hijo de padres neerlandeses, y su hermano Olaf compitió en el mismo deporte.
Ganó una medalla de bronce en el Campeonato Mundial de Natación de 2009, y dos medallas en el Campeonato Mundial de Natación en Piscina Corta de 2010. Además, obtuvo diez medallas en el Campeonato Europeo de Natación en Piscina Corta entre los años 2007 y 2011.
Participó en tres Juegos Olímpicos de Verano, entre los años 2004 y 2012, ocupando el séptimo lugar en Pekín 2008, en la prueba de 100 m espalda.
En marzo de 2020 anunció su retirada de la competición, pero continuó vinculado al mundo de la natación, como entrenador de las categorías inferiores del Club Natació Sabadell.

## Palmarés internacional
| Campeonato Mundial                  | Campeonato Mundial | Campeonato Mundial | Campeonato Mundial |
| Año                                 | Lugar              | Medalla            | Prueba             |
| ----------------------------------- | ------------------ | ------------------ | ------------------ |
| 2009                                | Roma (Italia)      | Medalla de bronce  | 100 m espalda      |
| Campeonato Mundial en Piscina Corta |                    |                    |                    |
| Año                                 | Lugar              | Medalla            | Prueba             |
| 2010                                | Dubái (EAU)        | Medalla de plata   | 50 m espalda       |
| 2010                                | Dubái (EAU)        | Medalla de bronce  | 100 m espalda      |
| Campeonato Europeo en Piscina Corta |                    |                    |                    |
| Año                                 | Lugar              | Medalla            | Prueba             |
| 2007                                | Debrecen (Hungría) | Medalla de bronce  | 50 m espalda       |
| 2007                                | Debrecen (Hungría) | Medalla de bronce  | 200 m espalda      |
| 2008                                | Rijeka (Croacia)   | Medalla de oro     | 200 m espalda      |
| 2008                                | Rijeka (Croacia)   | Medalla de plata   | 50 m espalda       |
| 2008                                | Rijeka (Croacia)   | Medalla de plata   | 100 m espalda      |
| 2009                                | Estambul (Turquía) | Medalla de bronce  | 50 m espalda       |
| 2009                                | Estambul (Turquía) | Medalla de bronce  | 100 m espalda      |
| 2011                                | Szczecin (Polonia) | Medalla de oro     | 50 m espalda       |
| 2011                                | Szczecin (Polonia) | Medalla de plata   | 100 m espalda      |
| 2011                                | Szczecin (Polonia) | Medalla de plata   | 200 m espalda      |